# 1272 en santé et médecine
| Années de la santé et de la médecine : 1269 - 1270 - 1271 - 1272 - 1273 - 1274 - 1275    |
| Décennies de la santé et de la médecine : 1240 - 1250 - 1260 - 1270 - 1280 - 1290 - 1300 |

Cet article présente les faits marquants de l'année 1272 en santé et médecine.

## Événements

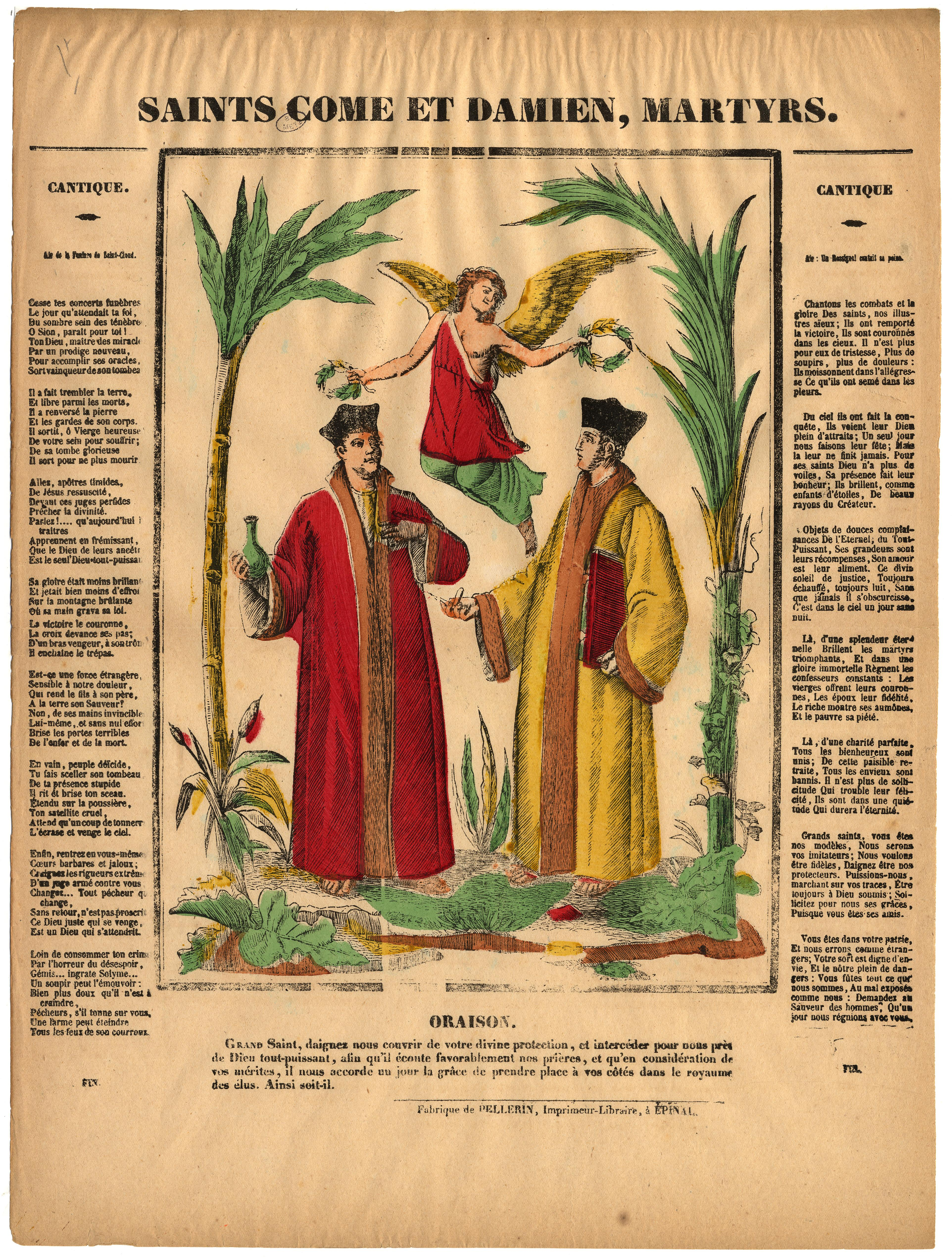
Côme et Damien portant le bonnet carré Image d'Épinal (XIXe s.)

- La « maladière de Saint-Michel », à Pontaubert, léproserie qui relevait jusqu'alors de la commanderie du Temple, passe sous la dépendance des frères hospitaliers[1].
- Une léproserie est attestée à Olliergues, en Auvergne[2].
- Première mention[3],[4] des sources de Soultzmatt en Alsace[5].
- La faculté de médecine de Paris décide que tout bachelier, le jour de sa réception, donnera à chacun des maîtres en exercice un bonnet carré qui sera porté « à la messe, aux réceptions, aux disputes ou thèses, et partout ailleurs où il conviendra à l'honneur de la Faculté de le porter[6] ».
- La menace, proférée par le chapitre des dominicains de Narbonne, de brûler les ouvrages de magie ou d'alchimie « atteste en négatif » le goût de certains frères pour ces disciplines[7].
- Édouard Ier, futur roi d'Angleterre, blessé à Acre d'une dague qu'on croit empoisonnée, est soigné par succion de la plaie, comme continueront de le prescrire Pietro d'Abano (1250-1316) ou Sante Arduino (es) (XVe siècle[8]).
- Guillaume de Saint-Amour refonde l'hôpital de sa ville natale, dans le comté de Bourgogne, et il en fait son légataire universel[9].
- Première mention de la maladrerie de Sion, dans le Valais, située paroisse Sainte-Marguerite, entre l'hôpital Saint-Jean et le Rhône[10].
- Fondation de l'hôpital Ali Bin Süleyman à Kastamonu en Anatolie[11].
- 1271-1272 : Épidémie et famine dans le comté de Flandre[12].

## Publication
- Ibn al-Quff (en) achève son encyclopédie médicale, l'Al-shāfī fī al-ṭibb[13].

## Personnalités
- Fl. Francon de Luveyn, maître en médecine de la faculté de médecine de Paris[14].
- Avant 1272 : fl. Aimon Vetus, barbier à Longué en Anjou[14].